# Lega Nazionale B 2016-2017 (hockey su pista)
La Lega Nazionale B 2016-2017 è stato il torneo di secondo livello del campionato svizzero di hockey su pista per la stagione 2016-2017. Esso è stato organizzato dalla Federazione Svizzera di hockey su rotelle. La competizione è iniziata il 4 settembre 2016 e si è concluso il 27 maggio 2017.

## Squadre partecipanti
| Club            | Stagione | Città             | Impianto                     | Stagione precedente                 |
| --------------- | -------- | ----------------- | ---------------------------- | ----------------------------------- |
| Gipf-Oberfrick  | dettagli | Gipf-Oberfrick    |                              | 8° in Lega Nazionale B              |
| Jet Ginevra     | dettagli | Ginevra           |                              | 7° in Lega Nazionale B              |
| Münsingen Wölfe | dettagli | Münsingen         |                              | 4° in Lega Nazionale B              |
| Pully           | dettagli | Pully             |                              | 12° in Lega Nazionale B             |
| Thunerstern     | dettagli | Thun              | Mur-Halle                    | 2° in Lega Nazionale B              |
| Uttigen Devils  | dettagli | Uttigen           | Rollhockey-Halle Grüeneblätz | 5° in Lega Nazionale B              |
| Vordemwald      | dettagli | Vordemwald        |                              | 10° in Lega Nazionale A, retrocesso |
| Wolfurt         | dettagli | Wolfurt (Austria) | HockeyArena Wolfurt          | 3° in Lega Nazionale B              |

## Stagione regolare

### Classifica finale
|  | Pos. | Squadra         | Pt | G  | V  | VR | PR | P  | GF  | GS  | DR  |
|  | ---- | --------------- | -- | -- | -- | -- | -- | -- | --- | --- | --- |
|  | 1.   | Thunerstern     | 36 | 14 | 11 | 1  | 1  | 2  | 116 | 40  | +76 |
|  | 2.   | Wolfurt         | 36 | 14 | 10 | 3  | 0  | 1  | 86  | 48  | +38 |
|  | 3.   | Vordemwald      | 28 | 14 | 8  | 1  | 2  | 3  | 56  | 45  | +11 |
|  | 4.   | Münsingen Wölfe | 21 | 14 | 6  | 1  | 2  | 5  | 60  | 57  | +3  |
|  | 5.   | Uttigen Devils  | 16 | 14 | 5  | 0  | 1  | 8  | 70  | 71  | -1  |
|  | 6.   | Jet Ginevra     | 15 | 14 | 2  | 3  | 3  | 6  | 57  | 80  | -23 |
|  | 7.   | Gipf-Oberfrick  | 11 | 14 | 3  | 1  | 0  | 10 | 52  | 92  | -40 |
|  | 8.   | Pully           | 5  | 14 | 1  | 0  | 2  | 11 | 40  | 104 | -64 |

Legenda:
  Partecipa ai play-off promozione.
      Promosso in Lega Nazionale A 2017-2018.
Note:
Tre punti a vittoria, due per la vittoria ai tiri di rigore, uno per la sconfitta ai tiri di rigore, zero a sconfitta.

## Play-off promozione

### Tabellone
|  | Quarti di finale | Quarti di finale | Quarti di finale | Quarti di finale | Quarti di finale |  |  | Semifinali | Semifinali      | Semifinali | Semifinali | Semifinali |  |  | Finale | Finale      | Finale |  |
|  |                  |                  |                  |                  |                  |  |  |            |                 |            |            |            |  |  |        |             |        |  |
|  | 1                | Thunerstern      | Thunerstern      | 11               | 11               |  |  |            |                 |            |            |            |  |  |        |             |        |  |
|  | 8                | Pully            | Pully            | 2                | 2                |  |  | 1          | Thunerstern     | 5          | 3          | 5          |  |  |        |             |        |  |
|  | 4                | Münsingen Wölfe  | 2                | 6                | 5                |  |  | 4          | Münsingen Wölfe | 1          | 4          | 2          |  |  |        |             |        |  |
|  | 5                | Uttigen Devils   | 1                | 9                | 2                |  |  |            |                 |            |            |            |  |  | 1      | Thunerstern | 6      |  |
|  | 2                | Wolfurt          | Wolfurt          | 9                | 6                |  |  |            |                 | 3          | Vordemwald | 3          |  |  |        |             |        |  |
|  | 7                | Gipf-Oberfrick   | Gipf-Oberfrick   | 3                | 5                |  |  | 2          | Wolfurt         | Wolfurt    | 1          | 2          |  |  |        |             |        |  |
|  | 3                | Vordemwald       | Vordemwald       | 5                | 5                |  |  | 3          | Vordemwald      | Vordemwald | 4          | 3          |  |  |        |             |        |  |
|  | 6                | Jet Ginevra      | Jet Ginevra      | 2                | 4                |  |  |            |                 |            |            |            |  |  |        |             |        |  |

## Verdetti
| Verdetto                     | Club        |
| ---------------------------- | ----------- |
| Promosse in Lega Nazionale A | Thunerstern |